# Niklas Wallenlind
Per Johan Niklas Wallenlind, född 21 november 1968 i Högsbo församling i Göteborg, är en svensk före detta friidrottare.
Wallenlind tävlade på 400 meter slätt och framförallt på 400 meter häck. Wallenlind slog igenom sommaren 1990 när han vann bronsmedalj i EM i Split på 400 meter häcklöpning. Wallenlind noterade 48,52 i finalloppet, endast slagen av Storbritanniens Kriss Akabusi (47,92) och hallänningen Sven Nylander (48,43). Två år senare nådde Wallenlind sin största internationella framgång när han blev femma vid OS i Barcelona. Loppet vanns av Förenta Staternas Kevin Young.
I semifinalen i OS slog Wallenlind Sven Nylanders svenska och nordiska rekord genom att löpa i mål på tiden 48,35. Denna notering stod sig som Wallenlinds personliga rekord karriären. Nylander återtog dock senare det nordiska rekordet (47,98).

## Rekord
- 400 meter häck: 48,35, Barcelona, 5 augusti 1992

## Meriter
- EM 1990: Brons
- VM 1991: 8:e plats
- OS 1992: 5:e plats
- VM 1993: utslagen i semifinal
- EM 1994: 9:e plats
- VM 1995: utslagen i försöken